# Geoffrey Onyeama
Geoffrey Jideofor Kwusike Onyeama (Enugu, 2 febbraio 1956) è un politico e avvocato nigeriano, ministro degli Esteri della Nigeria dall'11 novembre 2015 sotto la presidenza di Muhammadu Buhari. Dal 2009 al 2015 è stato inoltre vice-direttore generale dell'OMPI.

## Biografia
Figlio del giurista e giudice nigeriano Charles Onyeama, ha conseguito un bachelor of arts in scienze politiche alla Columbia University di New York nel 1977 e un altro in diritto al St John's College di Cambridge nel 1980. Ha quindi ottenuto un Master of Laws presso la London School of Economics and Political Science nel 1982 e un Master of Arts in diritto al St John's College nel 1984. Nel 1981 è stato ammesso alla Gray's Inn di Londra, mentre nel 1983 è stato abilitato all'esercizio della professione di avvocato presso la Corte Suprema nigeriana.
Sposato, è padre di tre figli.

### Carriera
Onyeama ha iniziato la sua carriera come funzionario di ricerca nella Nigerian Law Reform Commission di Lagos dal 1983 al 1984, lavorando poi come avvocato nella città natia di Enugu dal 1984 al 1985. Nel 1985, è entrato a far parte dell'Organizzazione Mondiale per la Proprietà Intellettuale quale assistente al programma di cooperazione allo sviluppo e relazioni esterne, nell'ufficio per l'Africa e l'Asia occidentale. Qualche anno dopo, nel 2009, è diventato vice-direttore generale per il settore dello sviluppo dell'organizzazione.
Nel novembre 2015 è stato nominato ministro degli Affari Esteri della Nigeria dal presidente Muhammadu Buhari.